# Troszyn (Mazovie)
Pour les articles homonymes, voir Troszyn.
Troszyn (prononciation : [ˈtrɔʂɨn]) est un village polonais de la gmina de Troszyn dans le powiat d'Ostrołęka de la voïvodie de Mazovie dans le centre-est de la Pologne.
Le village est le siège administratif (chef-lieu) de la gmina appelée gmina de Troszyn.
Il se situe à environ 13 kilomètres à l'est d'Ostrołęka (siège du powiat) et à 104 kilomètres au nord-est de Varsovie (capitale de la Pologne).

## Histoire
De 1975 à 1998, le village appartenait administrativement à la voïvodie d'Ostrołęka.